# Étienne Vető

Bischofswappen von Étienne Vető

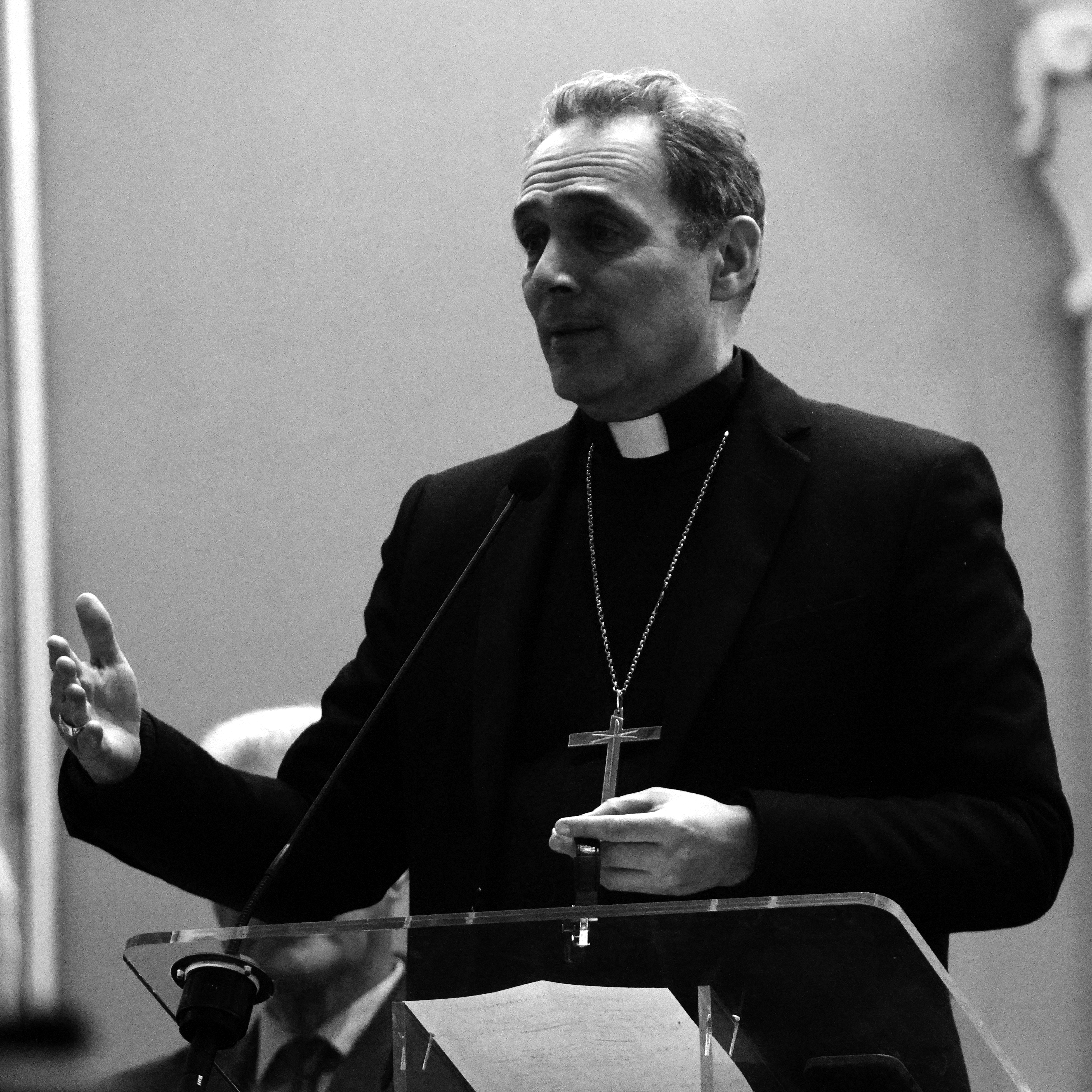
2024

Étienne Emmanuel Vető ICN (* 28. November 1964 in Milwaukee, Wisconsin) ist ein französisch-US-amerikanischer römisch-katholischer Geistlicher, Theologe und Weihbischof in Reims.

## Leben
Étienne Vető wurde in Milwaukee als Sohn des zu dieser Zeit in den USA lehrenden ungarisch-französischen Philosophen Miklós Vető (1936–2020) geboren. Er besuchte von 1982 bis 1984 das Lycée Chateaubriand in Rennes und das Lycée Fénelon in Paris. Von 1984 bis 1989 studierte er an der École normale supérieure in Fontenay-aux-Roses. Daneben war er von 1985 bis 1986 Lecturer für Französisch am University College London. 1986 erlangte Vető mit der Arbeit Nature and grace in the works of R. Hooker. The philosophical basis of his theology („Natur und Gnade in den Werken von R. Hooker. Die philosophische Grundlage seiner Theologie“) an der Universität Paris III einen Master im Fach Englisch und 1989 eine Agrégation im Fach Philosophie. 1987 trat er der Bewegung Chemin Neuf bei. Von 1989 bis 1991 unterrichtete er Philosophie am Kleinen Seminar St. Gabriel in Loubomo in der Volksrepublik Kongo und von 1991 bis 1992 am Lycée Faidherbe in Lille. Anschließend belegte er Kurse in evangelischer Theologie an der Humboldt-Universität zu Berlin. Von 1994 bis 1999 studierte Vető Katholische Theologie an der Päpstlichen Universität Gregoriana in Rom. Dort erwarb er ein Baccalaureato und bei Luis Ladaria SJ mit der Arbeit De la substance à la personne. L’Esprit Saint dans l’Adversus Praxean de Tertullien („Von der Substanz zur Person. Der Heilige Geist in Tertullians Adversus Praxean“) ein Lizenziat im Fach Katholische Theologie. Er legte 1996 die feierliche Profess ab und empfing am 20. September 1997 das Sakrament der Priesterweihe.
Vető leitete zunächst die Jugendabteilung im Zentralkomitee für das Heilige Jahr 2000. Von 2001 bis 2014 lehrte er Philosophie am Centre Sèvres in Paris und koordinierte das Philosophiestudium der Gemeinschaft Chemin Neuf in Chartres. Überdies war er von 2001 bis 2014 Dozent für Theologie am Institut de Théologie des Dombes (ITD) und von 2009 bis 2010 Dozent für Philosophie am Priesterseminar in Versailles. 2009 wurde Vető am Centre Sèvres bei Bernard Sesboüé SJ mit der Arbeit Les mystères et le Mystère. La dimension trinitaire des mystères de la vie du Christ chez Thomas d’Aquin et Hans Urs von Balthasar („Die Mysterien und das Mysterium. Die trinitarische Dimension der Mysterien des Lebens Christi bei Thomas von Aquin und Hans Urs von Balthasar“) zum Doktor der Theologie promoviert. Daneben gehörte er von 2009 bis 2014 der Theologischen Kommission der Ordensleute in Frankreich an und war von 2011 bis 2016 als Gutachter der Agentur des Heiligen Stuhls für die Evaluation und die Verbesserung der Qualität der kirchlichen Universitäten und Fakultäten (AVEPRO) tätig. Von 2013 bis 2019 war er Mitglied der Theologischen Kommission des Internationalen Dienstes für die Charismatische Erneuerung in der katholischen Kirche (ICCRS). Ab 2014 wirkte Vető als Professor an der Päpstlichen Universität Gregoriana in Rom und ab 2017 zudem als Direktor des Centro Cardinale Bea per gli Studi Giudaici. Darüber hinaus gehörte er ab 2016 dem Generalrat der Gemeinschaft Chemin Neuf an und fungierte als Generalassistent. Ferner war er ab 2018 Mitglied des International Service of Communion – CHARIS. Außerdem berief ihn Papst Franziskus am 1. Juli 2019 zum Konsultor der Kommission für die religiösen Beziehungen zum Judentum und am 29. September 2021 zum Mitglied der Internationalen Theologischen Kommission.
Am 26. Juni 2023 ernannte ihn Papst Franziskus zum Titularbischof von Thérouanne und zum Weihbischof in Reims. Der Erzbischof von Reims, Éric de Moulins-Beaufort, spendete ihm am 9. September desselben Jahres in der Kathedrale von Reims die Bischofsweihe; Mitkonsekratoren waren der Erzbischof von Marseille, Jean-Marc Kardinal Aveline, und der Erzbischof von Spoleto-Norcia, Renato Boccardo. Sein Wahlspruch Diliges Dominum Deum tuum („Du sollst den Herrn, deinen Gott, lieben“) stammt aus Dtn 6,5 .

## Schriften
- De quel mal sommes-nous sauvés? In: Jean-Noël Dumont, Tony Anatrella (Hrsg.): Vie spirituelle et psychologie. Colloque interdisciplinaire, 28–29 novembre 2003. Le Collége Supérieur, Lyon 2004, ISBN 978-2-915313-15-4, S. 185–210.
- Philosophie et théologie: l’autre intérieur et l’autre „au-devant“. In: Emmanuel Falque, Agata Zielinski (Hrsg.): Philosophie et théologie en dialogue. 1996–2006. LIPT. une trace. L’Harmattan, Paris 2005, ISBN 978-2-7475-9635-0, S. 29–43.
- Du Christ à la Trinité. Penser les mystères du Christ après Thomas d’Aquin et Balthasar (= Cogitatio fidei. Band 283). Éditions du Cerf, Paris 2012, ISBN 978-2-204-09501-3.
- Qui m’a vu a vu le Père. Phénoménologie et Trinité. In: Nicolas Bauquet, Xavier d’Arodes de Peyriague, Paul Gilbert (Hrsg.): „Nous avons vu sa gloire“. Pour une phénoménologie du Credo (= Donner raison. Band 36). Lessius, Brüssel 2012, ISBN 978-2-87299-219-5, S. 51–67.
- Trinité, humanité du Christ et vision de gloire chez Hans Urs von Balthasar. In: Nouvelle revue théologique. Band 135, 2013, OCLC 7481099769, S. 98–116.
- „Le corps du Verbe“, Christologie et philosophie chez saint Thomas d’Aquin. In: Revue thomiste. Band 113, 2013, S. 133–148.
- Blandine Lagrut, Étienne Vető: La vérité dans ses éclats. Foi et raison. Ad Solem, Paris 2014, ISBN 979-1-09081972-6.
- Da Cristo alla Trinità. Un confronto tra Tommaso d’Aquino e Hans Urs von Balthasar (= Nuovi saggi teologici. Band 104). Edizioni Dehoniane, Bologna 2015, ISBN 978-88-10-40842-1.
- Rousselot and Thomas Aquinas: The Eyes of Faith as a Model of „Suntheologein“. In: Gregorianum. Band 96, Nr. 4, 2015, OCLC 8871025117, S. 709–732.
- Pourquoi le Christ est-il descendu aux enfers? Lecture sotériologique du Samedi saint chez Hans Urs von Balthasar. In: Revue des sciences philosophiques et théologiques. Band 99, 2015, OCLC 7481150016, S. 493–514.
- Le corps humain à la lumière du corps du Christ ressuscité chez Thomas d’Aquin. In: Revue des sciences philosophiques et théologiques. Band 100, 2016, OCLC 7961823231, S. 97–116.
- „Praying in the Holy Spirit“. Spirituality and Pneumatology. In: New Blackfriars. Band 97, Nr. 1068, 2016, OCLC 9391467972, S. 157–172.
- The „Truest Essence“ of Ministerial Priesthood. Can Theology of Priesthood Contribute to the Safeguarding of Minors in the Church? In: Karlijn Demasure, Katharina Anna Fuchs, Hans Zollner (Hrsg.): Safeguarding. Reflecting on child abuse, theology and care. Peeters, Leuven 2018, ISBN 978-90-429-3669-0, S. 37–63.
- Ministry and Priesthood. In: Felix Körner, Wolfgang Thönissen (Hrsg.): Vermitteltes Heil, Martin Luther und die Sakramente. Bonifatius, Paderborn 2019, ISBN 978-3-374-05460-2, S. 162–176.
- The Breath of God. An essay on the Holy Spirit in the Trinity. Cascade Books, Eugene, Oregon 2019, ISBN 978-1-5326-8221-6.
- Divine Paternity and Human Paternity. Source without an Origin, Origin with a Source. In: Anthropotes. Band 35, 2019, S. 15–37.
- Il soffio di Dio. Un saggio sullo Spirito Santo nella Trinità. Libreria Editrice Vaticana, Vatikanstadt 2020, ISBN 978-88-266-0480-0.
- Sacerdoce de l’Ancienne Alliance et sacerdoce de la Nouvelle Alliance. In: Communio. Nr. 267, 2020, OCLC 8701361517, S. 21–29.
- Land and Redemption: Why does God promise a land? In: Gavin D’Costa, Faydra Shapiro (Hrsg.): Contemporary Catholic Approaches to the People, Land, and State of Israel. The Catholic University of America Press, Washington, D.C. 2021, ISBN 978-0-8132-3485-4, S. 21–41.
- Identité et modèle sacerdotal au coeur de la crise des abus. Vers une juste articulation du sacerdote ministériel et du sacerdoce baptismal. In: Stéphane Joulain, Karlijn Demasure, Jean-Guy Nadeau (Hrsg.): L’Église déchirée, Comprendre et traverser la crise des agressions sexuelles sur mineurs. Bayard, Montrouge 2021, ISBN 978-2-227-49847-1, S. 307–320.